# آلف لیتگو
آلف لیتگو (انگلیسی: Alf Lythgoe; ۱۶ مارس ۱۹۰۷ – ۱۷ آوریل ۱۹۶۷) بازیکن فوتبال اهل بریتانیا بود.
از باشگاه‌هایی که در آن بازی کرده‌است می‌توان به باشگاه فوتبال هادرزفیلد تاون و باشگاه فوتبال استوک‌پورت کانتی اشاره کرد.